# ATP Challenger Manila
Das ATP Challenger Manila (offizieller Name: Philippine Open) war ein Tennisturnier in Manila, das 2016 einmal ausgetragen wurde. Es war Teil der ATP Challenger Tour und wurde im Freien auf Hartplatz ausgetragen.

## Liste der Sieger

### Einzel
| Jahr | Sieger          | Finalgegner       | Ergebnis |
| ---- | --------------- | ----------------- | -------- |
| 2016 | Michail Juschny | Marco Chiudinelli | 6:4, 6:4 |

### Doppel
| Jahr | Sieger                           | Finalgegner                           | Ergebnis |
| ---- | -------------------------------- | ------------------------------------- | -------- |
| 2016 | Johan Brunström Frederik Nielsen | Francis Alcantara Christopher Rungkat | 6:2, 6:2 |